# Йордан Юруков
Йордан Иванов Юруков е бивш български футболист, ляв халф. Роден е на 2 октомври 1983 г. в Разлог. Висок е 181 см и тежи 76 кг.

## Кариера
Юноша на ФК Локомотив 101. Играл е за Македонска слава (по-късно преименуван на Пирин 1922), ЦСКА и ПФК Черно море (Варна). Шампион на България с ЦСКА за 2005 и вицешампион през 2006 г.
Носител на купата на страната за 2006 и финалист през 2005 г. В А група има 52 мача и 7 гола. За купата има 8 мача с 2 гол за ЦСКА и 3 мача с 4 гола за Пирин 1922.
В евротурнирите за ЦСКА е изиграл 11 мача и е вкарал 1 гол (3 мача за КЕШ и 8 мача с 1 гол за купата на УЕФА). Асистира за гола на Валентин Илиев при успеха на ЦСКА с 1:0 като гост на Ливърпул.

## Статистика по сезони
- Македонска слава – 2004/пр. - А група, 16/5
- Пирин 1922 – 2004/ес. - Б група, 14/7
- ЦСКА – 2005/пр. - А група, 11/1
- ЦСКА – 2005/06 – А група, 21/3
- ЦСКА – 2006/07 – А група 13/3
- ЦСКА – 2007/08 – А група 8/1
- Черно море – 2008/09 – А група 29/11
- Черно море – 2009/10 – А група 4/1

## Успехи
ЦСКА (София)
- А група (2): 2004/05; 2007/08
- Купа на България: 2005/06
- Суперкупа на България: 2006